# Jeffrey Bruma
Jeffrey Kevin van Homoet Bruma (ur. 13 listopada 1991 w Rotterdamie) – holenderski piłkarz surinamskiego pochodzenia występujący na pozycji obrońcy w tureckim klubie Kasimpasa oraz w reprezentacji Holandii. Brat Marciano Brumy, kuzyn Kyle’a Ebecilio.

## Kariera klubowa
Wychowanek Feyenoordu, w wieku 15 lat został zawodnikiem Chelsea. Regularnie występował w zespole młodzieżowym i drużynie rezerwowej londyńskiego klubu. 24 października 2009 roku zadebiutował w Premier League w wygranym 5:0 meczu z Blackburn Rovers. W sezonie 2009/2010, w którym wystąpił w dwóch spotkaniach ligowych i jednym Carling Cup, zdobył wraz z Chelsea mistrzostwo Anglii i puchar kraju.
W pierwszej części sezonu 2010/2011 rozegrał w barwach Chelsea siedem meczów. W lutym 2011 roku został wypożyczony do Leicester City. Do końca rozgrywek wystąpił w 11 ligowych spotkaniach, strzelił także dwa gole – oba w wygranym 4:2 meczu z Watford. Latem 2011 roku został ponownie wypożyczony, tym razem do HSV. W sezonie 2011/2012 rozegrał w Bundeslidze 22 spotkania i zdobył dwie bramki – strzelił gole w meczach z VfB Stuttgart (2:1) oraz Hannoverem 96 (1:1). W maju 2012 jego wypożyczenie do HSV zostało przedłużone o kolejny rok. W czerwcu 2013 trafił do PSV Eindhoven, z którym związał się czteroletnią umową.

## Kariera reprezentacyjna
W rozgrywkach prowadzonych przez UEFA wystąpił w sześciu meczach reprezentacji U-17, pięciu U-19 i dziesięciu U-21.
W reprezentacji seniorskiej zadebiutował 11 sierpnia 2010 roku w towarzyskim spotkaniu z Ukrainą (1:1). W październiku 2011 zagrał w dwóch meczach eliminacji do mistrzostw Europy w Polsce i na Ukrainie, jednak na sam turniej nie został powołany.

## Sukcesy

### Chelsea
- Premier League: 2009/2010
- Puchar Anglii: 2009/2010